# Ковенский уезд
Ковенский уезд (лит. Kauno apskritis) — административная единица Ковенской губернии, существовавшая в 1795 — 1920 годах. Уездный город — Ковно.

## История
Уезд образован в 1795 году в составе Виленской губернии после третьего раздела Речи Посполитой. В 1842 году уезд вошёл в состав вновь образованной Ковенской губернии.

## Население
По переписи 1897 года население уезда составляло 227 431 человек, в том числе в Ковно — 70 920 жит., в местечках Кейданы — 6400 жит., Яново — 5200 жит.

### Национальный состав
Национальный состав по переписи 1897 года:
- литовцы — 94 236 чел. (41,4 %),
- поляки — 52 847 чел. (23,2 %),
- евреи — 45 126 чел. (19,8 %),
- русские — 26 478 чел. (11,6 %),
- немцы — 5145 чел. (2,3 %)

## Административное деление
В 1890 году в состав уезда входило 16 волостей:
| № п/п | Волость         | Волостное правление | Число селений | Население |
| ----- | --------------- | ------------------- | ------------- | --------- |
| 1     | Александровская | сл. Александровка   | 36            | 2898      |
| 2     | Бетигольская    | м. Бетигола         | 55            | 5038      |
| 3     | Бобтовская      | м. Бобты            | 32            | 3294      |
| 4     | Велионская      | м. Велионы          | 30            | 3638      |
| 5     | Вилькийская     | м. Вилькия          | 50            | 5338      |
| 6     | Елеоноровская   | м. Елеонорово       | 23            | 3886      |
| 7     | Жейменская      | м. Жеймы            | 36            | 2684      |
| 8     | Кейданская      | м. Кейданы          | 62            | 7454      |
| 9     | Красносельская  | с. Соломянка        | 62            | 4746      |
| 10    | Крокская        | м. Кроки            | 84            | 8422      |
| 11    | Румшишская      | м. Румшишки         | 44            | 4834      |
| 12    | Средникская     | м. Средники         | 44            | 4785      |
| 13    | Сурвилишская    | м. Сурвилишки       | 25            | 3298      |
| 14    | Эйрагольская    | м. Эйрагола         | 63            | 6345      |
| 15    | Яновская        | м. Яново            | 44            | 4834      |
| 16    | Ясвойнская      | м. Ясвойн           | 39            | 6740      |

В 1913 году в уезде было 16 волостей, упразднена Елеоноровская волость, образована Рауданская волость (м. Раудоне).